# O Vendedor de Linguiça
O Vendedor de Linguiça é um filme brasileiro, do gênero comédia, de 1962, estrelado por Mazzaropi, dirigido por Glauco Mirko Laurelli e produzido em preto e branco pela PAM Filmes.                    
Conta com números musicais de Pery Ribeiro, Miltinho, Elza Soares e Mazzaropi, que neste filme apresenta uma comédia urbana, contrário da maioria de seus filmes que se passam na zona rural, tendo como cenário a cidade de São Paulo.

## Sinopse
Gustavo é um vendedor ambulante de linguiças que todos os dias sai com seu filho Dudu, a bordo de um pequeno caminhão para percorrer os bairros da periferia de São Paulo, oferecendo seu produto. A filha de Gustavo, Flora (Maximira Figueiredo), trabalha como empregada doméstica para patrões ricos e quando eles viajam, resolve passear pela cidade usando as roupas daquela família. Durante esse passeio ela conhece o milionário Pierre e ambos começam um namoro. Flora pega outras roupas da família e dá ao pai e ao irmão Dudu, para fazer com que passem por uma família rica. O estratagema é descoberto e todos vão parar na polícia. Pierre sabe da verdade sobre a namorada pelos jornais, mesmo assim ele quer continuar o namoro, porém a família dele tenta impedi-lo.

## Elenco
| Ator                      | Papel                            |
| ------------------------- | -------------------------------- |
| Amácio Mazzaropi          | Gustavo                          |
| Geny Prado                | Carmela                          |
| Amilton Fernandes         | Piérre                           |
| Maximira Figueiredo       | Flora                            |
| Carlos Garcia             | Dudu                             |
| Maria Helena Rossignoli   | Geni                             |
| Roberto Duval             | Delegado                         |
| Isaura Bruno              | Vizinha fofoqueira do cortiço    |
| Ilema de Castro           | Dona Ernesta, a vizinha italiana |
| Augusto Machado de Campos | Luís, pai de Piérre              |
| Anita Sorrento            | Dona Mariana, mãe de Piérre      |
| David Netto               | Frederico                        |
| Rubens Micheletto         | Guarda que prende Gustavo        |
| Hamilton Saraiva          | Guarda                           |
| Marlene Rocha             | vizinha no cortiço               |
| Marly Marley              | Patroa de Flora                  |
| Reynaldo Martini          | Marido de Dona Ernesta           |
| Eucharis M. de Moraes     | Caroneiro                        |
| Maria Cecília             | mulher "assaltada" por Gustavo   |
| Marthus Mathias           | vizinho no bairro rico           |
| Hermes Câmara             | Gordo                            |
| Clenira Michel            | vizinha                          |
| Duque (cão)               | Cachorro que furta linguíça      |